# ELTE Pedagógiai és Pszichológiai Kar
Az Eötvös Loránd Tudományegyetem Pedagógiai és Pszichológiai Kara (rövidítve: ELTE-PPK) az egyetem egyik legfiatalabb kara. A kart 2003-ban alapították.

## Történet
Az ELTE azon karai közé tartozik, amelyek 2003-ban létesültek. 
Az általa gondozott két főbb tudományterületeknek voltak szakmai előzményei az ELTE jogelőd intézményeiben: neveléstudományi tanszék már 1814-től, pszichológiai szervezeti egység az 1930-as évektől működött az egyetemen, ez utóbbi 1947-ben vált önálló tanszékké. 
1945 után néhány évig Prohászka Lajos vezette a pedagógiai tanszéket. Ezt követte egy vezetőváltással sűrűn tarkított, átpolitizált időszak a tanszék életében. Az ’50-es évek végéig a neveléselmélettel foglalkozó Ágoston György töltötte be a vezetői posztot, ekkor, 1959-ben kezdődött és majd két évtizedig, 1978-ig tartott Nagy Sándor vezetői szerepe, aki a korszellemben születő didaktika szisztematikus kidolgozásával iskolateremtő szerepet játszott. A pszichológia területén Várkonyi Hildebrand Dezső világháborút követő megbizatása után Kardos Lajos vezetésével működött a tanszék 1949-től egészen 1974-ig.   
Az ’50-es évek elhúzódó időszakában a szaktanszékek puszta létét, oktatási jelenlétét az egyetemi tanárképzés biztosította. E tekintetben a ’60-as években következik be nyitás a fokozatosan önállósuló pedagógia és pszichológia szakos képzés irányába, ami az oktatás differenciálódásával és a hallgatók és oktatók számának gyarapodásával járt. 1974-ben Barkóczi Ilona és Salamon Jenő vezetésével szétvált két pszichológiai tanszék. Egyfelől az általános lélektani, amely ekkor magában hordozta a személyiség- és klinikai pszichológiát is, másfelől a fejlődés- és neveléspszichológiáé, amelyhez utóbb kapcsolódott a társadalom- és munkapszichológia. A pedagógiai és pszichológiai tanszékek között egy laza szervezeti koordináció működött, az ELTE Bölcsészettudományi Karán ekkor általánosan jelenlévő „tanszékcsoporti” formában. 1984-ben a pszichológia tudományterületét központi politikai kezdeményezésre különválasztották, egységes vezetés alatt belül tagolt intézetet hoztak létre (amelyhez hasonló beavatkozásra a ’80-as években egyedül a matematika területén kísérleteztek, ott is helyi ellenállásba ütközve, szintén kompromisszumos megoldással). A rendszerváltás előestéjén az intézet felbomlott, igazgatója, Illyés Sándor a Bárczi Gusztáv Gyógypedagógiai Főiskola élére távozott. A rendszerváltáskor a pszichológiai szakterület a jelentős oktatásszervezési változások egyik fő kezdeményezője volt a bölcsészkaron, és együtt lépett fel a pedagógia művelőivel egy új, egységes tanárképzési modell kialakítása érdekében. Ezt a modellt vállalta fel 2003-ban Klinghammer István rektor egyetemi vezetése, ami hozzájárult ahhoz, hogy ekkor a Tanárképző Főiskolai Kar megszűnt és megszületett a Pedagógiai és Pszichológiai Kar, amely inkorporálta a bölcsészkar pedagógiai tanszékét, pszichológiai tanszékcsoportját, a tanárképző főiskolai kar megfelelő szervezeti egységeit, valamint az egyetem testnevelési tanszékét. A bölcsészkarból értelemszerűen kivált és ide csatlakozott a pedagógia és a pszichológia két, országosan úttörő szerepet játszó doktori iskolája. Az alapító dékán Hunyady György volt (2003-2007), aki 1993-tól vezette a pszichológiai tanszékcsoportot és mint a bölcsészettudományi képesítési követelmények országos bizottságának vezetője tevékenyen részt vett az egységes tanárképzés előmunkálataiban és vitáiban. Az új kar infrastruktúráját a pszichológiai tanszékek Izabella utcai épülete és a korábbi tanárképző főiskolai kar Kazinczy utcai épülete, valamint a Bogdánfy utcai sportbázis biztosította. Az egyetem szervezeti rendjében helyet foglaló új kar belső struktúrája tovább differenciálódott, a kar szakos hazai és külföldi hallgatóinak száma jelentősen növekedett, az intézmény jelenlegi formáját Demetrovics Zsolt dékánsága idején (2014-2021) öltötte fel.

## Intézetek
A Pedagógiai és Pszichológiai Karnak 8 intézete van jelenleg.
| Intézet                                            | Tanszék |
| -------------------------------------------------- | --- |
| Egészségfejlesztési és Sporttudományi Intézet      | Nincs |
| Ember- Környezet Tranzakció Intézet                | Nincs |
| Felnőttképzés- kutatási és Tudásmendzsment Intézet | Nincs |
| Interkulturális Pszichológiai és Pedagógia Intézet | Nincs |
| Neveléstudományi Intézet                           | Nincs |
| Pedagógiai és Pszichológiai Intézet (Szombathely)  | Nincs |
| Pszichológiai Intézet                              | Affektív Pszichológia Tanszék Fejlődés- és Klinikai Gyermekpszichológia Tanszék Szervezet- és Vezetéspszichológia Tanszék Tanácsadás- és Iskolapszichológia Tanszék Klinikai Pszichológia és Addiktológia Tanszék Kognitív Pszichológia Tanszék Személyiség- és Egészségpszichológia Tanszék Szociálpszichológia Tanszék |
| Sporttudományi Intézet (Szombathely)               | Nincs |

## Szervezet

### A Kar vezetése
| Pozíció        | Név               |
| -------------- | ----------------- |
| Dékán          | Zsolnai Anikó     |
| Dékánhelyettes | Dúll Andrea       |
| Dékánhelyettes | Rónay Zoltán      |
| Dékánhelyettes | Aczél Balázs      |
| Dékáni biztos  | Felvinczi Katalin |

### Dékánjai
A Pedagógiai és Pszichológiai Karnak eddig négy dékánja volt:
- Hunyady György: 2003–2007
- Oláh Attila: 2007–2010 és 2010–2014
- Demetrovics Zsolt: 2014–2019 és 2019–2021
- Zsolnai Anikó: 2021–

## Ismertebb oktatók
| Intézet                                            | Oktató |
| -------------------------------------------------- | --- |
| Egészségfejlesztési és Sporttudományi Intézet      | Ábrahám Júlia |
| Ember- Környezet Tranzakció Intézet                | Dúll Andrea |
| Felnőttképzés- kutatási és Tudásmendzsment Intézet | Fábri György |
| Interkulturális Pszichológiai és Pedagógia Intézet | Nguyen Luu Lan Anh |
| Neveléstudományi Intézet                           | Németh András, Zsolnai Anikó |
| Pedagógiai és Pszichológiai Intézet (Szombathely)  | Gáspár Mihály, Koós Ildikó, Némethné Tóth Ágnes |
| Pszichológiai Intézet                              | Balázs Judit (orvos), Bányai Éva, Czigler István, Demetrovics Zsolt, Dúll Andrea, Faragó Klára, Fülöp Márta, Hevesi Krisztina, Hunyady György, Kalmár Magda, Kende Anna, Kőváry Zoltán, Krajcsi Attila, Molnár Márk, Németh Dezső, Oláh Attila, Orosz Gábor, P. Tóth Béla (ELTE-BTK), Varga Katalin, Vargha András |
| Sporttudományi Intézet (Szombathely)               | - |

## Kutatók
A következő lista az ismertebb kutatókat tartalmazza. Az ismertség a Google Tudós idézetek alapján lett megállapítva.
| Idézetek száma | Kutató |
| -------------- | --- |
| 5000-10 000    | Szabó Attila (ESI), Balázs Judit (PI) |
| 1000-5000      | Urbán Róbert (PI), Király Orsolya (PI), Székely Anna (PI), Király Ildikó (PI), Kökönyei Gyöngyi (PI), Németh Dezső, Köteles Ferenc (PI), Kun Bernadett (PI), Bárdos György, Berkics Mihály (PI), Varga Katalin (PI), Németh András (NI), Kende Anna, Aczél Balázs (PI), Oláh Attila (PI), Mervó Barbara (PI), Takács Zsófia (PI) |

(ESI = Egészségfejlesztési és Sporttudományi Intézet, NI = Neveléstudományi Intézet, PI = Pszichológiai Intézet)

## Ismertebb hallgatók
- Jakobovits Kitti, pszichológus
- R. Kelényi Angelika, író
- Kis-Tóth Lajos, egyetemi oktató